# Sylvia-Yvonne Kaufmann
Sylvia-Yvonne Kaufmann (ur. 23 stycznia 1955 w Berlinie) – niemiecka polityk i filolog, deputowana do Parlamentu Europejskiego V, VI i VIII kadencji.

## Życiorys
Studiowała japonistykę na Uniwersytecie Humboldta w Berlinie. Uzyskała później stopień doktora filologii. Pracowała zawodowo jako nauczyciel akademicki.
Od 1976 do 1989 działała w Socjalistycznej Partii Jedności Niemiec, następnie w Partii Demokratycznego Socjalizmu. Od marca do października 1990 była członkinią Izby Ludowej NRD, następnie do grudnia 1990 deputowaną do Bundestagu. Od 1991 do 1994 pełniła funkcję obserwatora w PE.
W latach 1991–1993 oraz 2000–2002 zasiadała w zarządzie krajowym PDS. Od 1993 do 2000 była wiceprzewodniczącą partii.
Od 1999 do 2009 sprawowała przez dwie kadencje mandat posłanki do Parlamentu Europejskiego. Zasiadała przez większość tego okresu w grupie Zjednoczonej Lewicy Europejskiej i Nordyckiej Zielonej Lewicy. W latach 2004–2007 była wiceprzewodniczącą PE. Pracowała m.in. w Komisji Spraw Konstytucyjnych.
W 2010 opuściła Die Linke, przechodząc do Socjaldemokratycznej Partii Niemiec. Objęła funkcję przewodniczącej berlińskiego oddziału organizacji Europa-Union Deutschland. W wyborach w 2014 z listy socjaldemokratów uzyskała mandat deputowanej do Europarlamentu VIII kadencji.